# 우리집 라디오
《이봉원, 박미선의 우리집 라디오》는 이봉원과 박미선의 진행으로 103.5MHz SBS 러브FM에서 방송되었던 라디오 프로그램이다. 2010년 3월 28일 자로 2년 만에 폐지되었다.

## 코너

### 매일 코너
- 누구냐, 넌?
- 오는 노래 가는 선물
- 부부 희로애락
- 우리집 홍보대사

### 요일 코너
- 월요일-아내는 무엇으로 사는가
- 화요일-남편은 무엇으로 사는가
- 수요일-우리집 리서치, 1위를 찾아라
- 목요일-라디오 로펌[법대로 합시다]
- 금요일-무엇이든 알아가세요
- 토요일-우리집 별별뉴스 / 오늘 같은 밤
- 일요일-우리집 성인가요 20